# Georg Abraham Schneider

Georg Abraham Schneider, 1820

Georg Abraham Schneider (* 19. April 1770 in Darmstadt; † 19. Januar 1839 in Berlin) war Hornist, Komponist und preußischer Hofkapellmeister. 

## Leben
Schneider erhielt seine Ausbildung in der Stadtpfeife zu Darmstadt. Ab 1787 war er Hornist der Hessen-Darmstädter Hofkapelle. Ab 1795 war er – mit kurzen Unterbrechungen – in preußischen Diensten.
Stilistisch zeigt sich Schneider in seiner Musik dem Werk Haydns und Mozarts verpflichtet. Im Mittelpunkt seines Wirkens als Komponist und Interpret stand jedoch das Horn. Besonders beschäftigten ihn die Möglichkeiten, die sich nach der Erfindung des Ventilhorns ergaben. Sein Concert für 4 Hörner von 1818 war wohl eines der ersten Werke für Ventilhorn überhaupt.
1820 wurde Schneider zum Königlichen Musikdirektor berufen, 1825 zum Hofkapellmeister ernannt. 1833 wurde er zum Mitglied der Preußischen Akademie der Künste zu Berlin gewählt. Zu seinen Schülern gehörte u. a. Carl Ludwig Hellwig.
Schneiders Tochter Maschinka war die spätere Ehefrau des Dresdner Komponisten François Schubert; sein Sohn war der Hofschauspieler Louis Schneider.